# پلاسمید

تصویر یک باکتری و پلازمید درون آن.

دیسَک، پلاسمید یا پلازمید (به انگلیسی: Plasmid)، مولکول دی‌ان‌ای کوچکی‌است که به‌طور مجزا از کروموزوم در یاخته وجود دارد. همانندسازی پلازمیدها در سیتوپلاسم و به‌طور مستقل از کروموزوم انجام می‌گیرد. پلازمیدها معمولاً به شکل یک مولکول دی‌ان‌ای دورشته‌ای حلقوی هستند (هرچند، گونه‌های خطی پلازمید نیز وجود دارند). هر پلازمید دارای یک محل آغاز همانندسازی (ori) است که همانندسازی پلازمید از آن نقطه شروع می‌شود.
پلازمیدها در بسیاری از باکتری‌ها، آرکی‌ها (آرکی‌باکترها)، برخی قارچ‌ها مانند مخمر و گیاهان به‌طور طبیعی دیده می‌شوند اما می‌توان آن‌ها را به شکل مصنوعی تراریختی (ترانسفورماسیون) به سلول‌های جانوری نیز وارد کرد. در طبیعت، پلازمیدها می‌توانند موجب بهتر زنده‌ماندن جانداران شوند به‌طور مثال آن‌ها می‌توانند حامل ژن‌های مقاومت آنتی‌بیوتیکی باشند. پلازمیدها از طریق انتقال افقی ژن‌ها از یک باکتری به باکتری دیگر انتقال پیدا می‌کنند.
اندازهٔ پلازمیدها از ۱ تا ۱۰۰۰ کیلوجفت‌باز متغیر است. از یک تا هزاران پلازمید می‌تواند در یک سلول وجود داشته باشد. پلازمیدها بیشتر اوقات از طریق هم‌یوغی (یکی از مکانیسم‌های انتقال افقی ژن‌ها) از یک جاندار به جاندار دیگر منتقل می‌شوند.
واژهٔ پلازمید، اولین بار توسط زیست‌شناس آمریکایی جاشوآ لدربرگ در سال ۱۹۵۲ به‌کار گرفته شد.
پلازمید مستقل از دی‌ان‌ای اصلی همانندسازی می‌کند.

## وکتورها

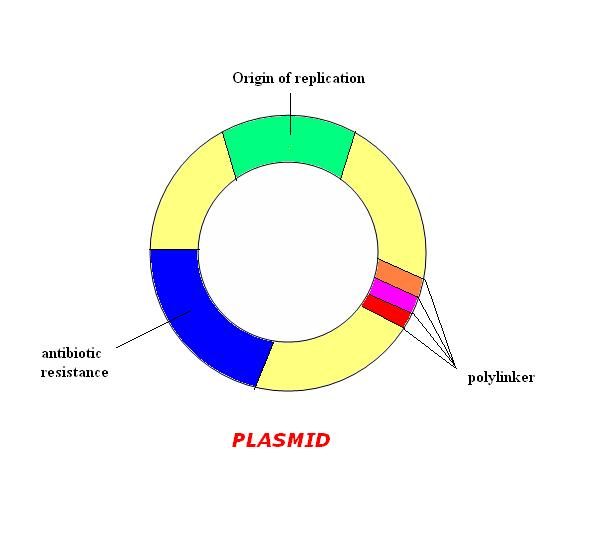
اجزای تشکیل‌دهندهٔ پلازمید

وکتورها، پلازمیدهایی هستند که در مهندسی ژنتیک از آن‌ها استفاده می‌شود. از پلازمیدها در مهندسی ژنتیک برای تکثیر یا بیان ژن یا ژن‌های خاصی استفاده می‌شود. برای این کار، ژن مورد نظر را وارد پلازمید می‌کنند. این نوع از پلازمیدها به‌طور معمول دارای یک ژن مقاومت آنتی‌بیوتیکی (برای غربالگری) و یک جایگاه کلونینگ چندگانه (به انگلیسی: multiple cloning site) یا polylinker است. جایگاه کلونینگ چندگانه، قطعهٔ کوچکی از پلازمید است که دارای چند جایگاه برش برای آنزیم‌های محدودالاثر مختلف (به انگلیسی: restriction enzymes) است. این کار سبب می‌شود که قطعه یا ژن دلخواه به راحتی وارد پلازمید شود. در مرحلهٔ بعد، پلازمید از طریق ترانسفورماسیون وارد باکتری می‌شود. سپس باکتری در معرض یک آنتی‌بیوتیک خاص قرار می‌گیرد. باکتری‌هایی که پلازمید مورد نظر را داشته باشند، زنده می‌مانند زیرا ژن مقاومت آنتی‌بیوتیکی را بر روی پلازمید مورد نظر حمل می‌کنند اما باکتری‌هایی که پلازمید را نداشته باشند، می‌میرند. با استفاده از این روش (غربالگری با آنتی‌بیوتیک) می‌توان باکتری‌های دارای پلازمید را جدا ساخت و آن‌ها را به میزان زیاد تکثیر داد. سپس پلازمیدها را به میزان زیاد از آن‌ها جدا ساخت.
ظرفیت پذیرش قطعات دی‌ان‌ای در پلازمیدها بین ۱ تا ۱۰ کیلو جفت‌باز است. برای کلون کردن قطعات یا ژن‌های بزرگ‌تر بایستی از فاژ لامبدا، کاسمیدها (به انگلیسی: cosmids)، کروموزوم‌های مصنوعی باکتریایی (به انگلیسی: bacterial artificial chromosomes) یا کروموزوم‌های مصنوعی مخمری (به انگلیسی: yeast artificial chromosomes) استفاده کرد.

## کاربردها

### مدل‌های بیماری
دانشمندان از دیرباز با استفاده از پلازمیدها، سلول‌های بنیادی جنینی موش‌ها را تغییر می‌دادند تا بیماری‌های ژنتیکی را مدل‌سازی کنند. البته این امر با محدودیت‌هایی روبه‌رو بود که کاربرد گسترده‌تر آن در انسان را با چالش روبه‌رو می‌ساخت. با این حال، پیشرفت در زمینهٔ تکنیک‌های نوترکیبی در ویروس‌های مرتبط با آدنو (به انگلیسی: Adeno-associated virus) و نوکلئازهای انگشت روی در ایجاد مدل‌های بیماری‌های ژنتیکی انسانی بسیار مؤثر بوده‌اند.

### ژن‌درمانی
موفقیت ژن‌درمانی بستگی به داخل‌سازی ژن دلخواه به درون کروموزوم انسان بدون ایجاد آسیب به سلول، ایجاد جهش‌های سرطان‌زا یا پاسخ ایمنی داشته‌است. استفاده از وکتورهای پلازمیدی، یکی از روش‌های ژن‌درمانی است. استفاده از نوکلئازهای انگشت روی (به انگلیسی: Zinc finger nucleases) موجب نوترکیبی همولوگ در جایگاه خاصی از کروموزوم می‌شود. از این طریق می‌توان ژن دلخواه را وارد سلول‌های انسانی کرد.

## اپی‌زوم‌ها
اپی‌زوم‌ها معادل یوکاریوتی پلازمیدهای باکتریایی هستند. در یوکاریوت‌ها به‌طور معمول اپی‌زوم‌ها، دی‌اِن‌اِی‌های حلقوی بسته‌ای هستند که داخل هستهٔ سلول تکثیر پیدا می‌کنند مانند آدنوویروس‌ها، هرپس‌ویروس‌ها و پولیوماویروس‌ها. برخی از اپی‌زوم‌های ویروسی در سیتوپلاسم تکثیر پیدا می‌کنند مانند پاکس‌ویروس‌ها. برخی از اپی‌زوم‌ها مانند هرپس‌ویروس‌ها از مکانیسم دایرهٔ غلتان (به انگلیسی: rolling circle) برای تکثیر خود استفاده می‌کنند مانند آنچه که در مورد فاژهای باکتریایی اتفاق می‌افتد. برخی از آن‌ها از طریق مکانیسم همانندسازی دو جهته (به انگلیسی: bidirectional replication mechanism) تکثیر پیدا می‌کنند (پلازمیدهای نوع تتا). در هر دو مورد، اپی‌زوم‌ها به‌طور فیزیکی مجزا از کروموزوم میزبان هستند.

## انواع

مراحل هم‌یوغی در باکتری‌ها

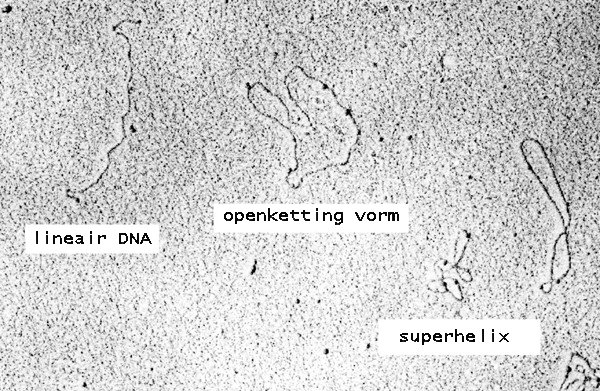
تصویر میکروسکوپ الکترونی از پلازمید

یکی از روش‌های طبقه‌بندی پلازمیدها بر اساس انتقال آن‌ها به دیگر باکتری‌هاست. پلازمیدهای هم‌یوغی (به انگلیسی: Conjugative plasmids) دارای ژن‌های tra هستند که در فرایند هم‌یوغی نقش دارد. در هم‌یوغی، پلازمید از یک باکتری به باکتری دیگر منتقل می‌شود. پلازمیدهای غیر هم‌یوغی توانایی آغاز هم‌یوغی در باکتری‌ها را ندارند اما می‌توانند با کمک پلازمیدهای هم‌یوغی منتقل شوند.
انواع مختلفی از پلازمیدها ممکن است در یک سلول وجود داشته باشند. با این حال، پلازمیدهای مشابه یا هم‌خانواده اغلب ناسازگار (به انگلیسی: incompatible) هستند به‌طوری‌که فقط یکی از آن‌ها در سلول باقی خواهد ماند. این امر به دلیل تنظیم عملکردهای حیاتی آن‌ها اتفاق می‌افتد؛ بنابراین می‌توان پلازمیدها را در گروه‌های ناسازگاری مختلف طبقه‌بندی کرد.
روش دیگر طبقه‌بندی پلازمیدها بر اساس عملکرد آن هاست:
- پلازمیدهای F یا پلازمیدهای باروری (به انگلیسی: Fertility) که دارای ژن‌های tra هستند. آن‌ها موجب بیان پیلی جنسی و هم‌یوغی در باکتری‌ها می‌شوند.
- پلازمیدهای R یا پلازمیدهای مقاومت که ژن‌های مقاومت نسبت به آنتی‌بیوتیک‌ها یا ژن‌های توکسین‌ها (سموم) را حمل می‌کنند.
- پلازمیدهای Col که ژن‌های کدکنندهٔ باکتریوسین‌ها را حمل می‌کنند. باکتریوسین‌ها، پروتئین‌هایی هستند که می‌توانند سایر باکتری‌ها را از بین ببرند.
- پلازمیدهای تجزیه‌کننده (به انگلیسی: Degradative plasmids) که این توانایی را به باکتری می‌دهند تا ترکیبات غیرمعمول را تجزیه کنند مانند تولوئن و سالیسیلیک اسید.
- پلازمیدهای بیماری‌زایی (به انگلیسی: Virulence plasmids) که موجب تبدیل یک باکتری غیر بیماری‌زا به یک باکتری بیماری‌زا (پاتوژن) می‌شوند.

## تفاوت پلازمید با کروموزوم
پلازمیدها، عناصری ژنتیکی هستند که ضرورت چندانی برای سلول ندارند و تنها برخی ویژگی‌ها را به باکتری‌ها می‌دهند که به بقای آن‌ها کمک می‌کند. درصورتی‌که پلازمیدهای سلول حذف شوند، سلول می‌تواند به زندگی خود ادامه دهد. همچنین همانندسازی پلازمیدها ارتباطی با چرخهٔ سلولی و تقسیم سلولی ندارد. آن‌ها می‌توانند مستقل از چرخهٔ سلولی به تعداد نامحدود (تعداد را نیاز سلول و شرایط محیطی تعیین می‌کند) تکثیر شوند. در هر سلول ممکن است چندین پلازمید مشابه وجود داشته باشد. با این وجود، کروموزوم‌ها بسیار برای سلول حیاتی هستند و درصورت حذف هر یک از کروموزوم‌ها، سلول خواهد مرد. تعداد دقیق کروموزوم‌ها، بسیار برای تعادل ژنتیکی سلول ضروری است. حتی اگر یکی از کروموزوم‌های همولوگ حذف شوند، این تعادل به‌هم خواهد خورد. همانندسازی کروموزوم‌ها دقیقاً منطبق با چرخهٔ سلولی است و در هر چرخهٔ سلولی فقط یک بار همانندسازی انجام می‌شود.

## پلازمید در مخمر
دو نوع وکتور مهم پلازمیدی در مخمرها عبارت‌اند از YIp و YRp.
YIp، پلازمید الحاقی مخمری (به انگلیسی: Yeast integrative plasmid) است که برای زنده ماندن و تکثیر وارد کروموزوم مخمر می‌شود. YRp، پلازمید همانندساز مخمری (به انگلیسی: Yeast Replicative plasmid) است که پایداری کمتری دارد و در هنگام جوانه زدن مخمر ممکن است از دست برود.

## پلازمید در گیاهان

پلازمید Ti، پلازمیدی از باکتری آگروباکتریوم است که در مهندسی ژنتیک برای تراریخته کردن گیاهان به‌کار می‌رود

پلازمید در اثر آلودگی گیاه با باکتری آگروباکتریوم وارد گیاه می‌شود. امروزه از این‌گونه پلازمیدها، پس از انجام تغییراتی بر روی آن‌ها، برای انجام مهندسی ژنتیک در گیاهان، استفاده می‌شود.

## پلازمید در باکتری‌ها
بیشتر باکتری‌ها دارای پلازمیدهایی هستند که به آن‌ها ویژگی‌های تازه‌ای مانند مقاومت به یک آنتی‌بیوتیک خاص، مصرف نوعی قند یا اسید آمینه، تولید رنگدانه، بیماری‌زایی، تجزیهٔ هیدروکربن‌ها یا مولکول‌های پیچیدهٔ شیمیایی و غیره می‌دهد.